# Sam Woodyard

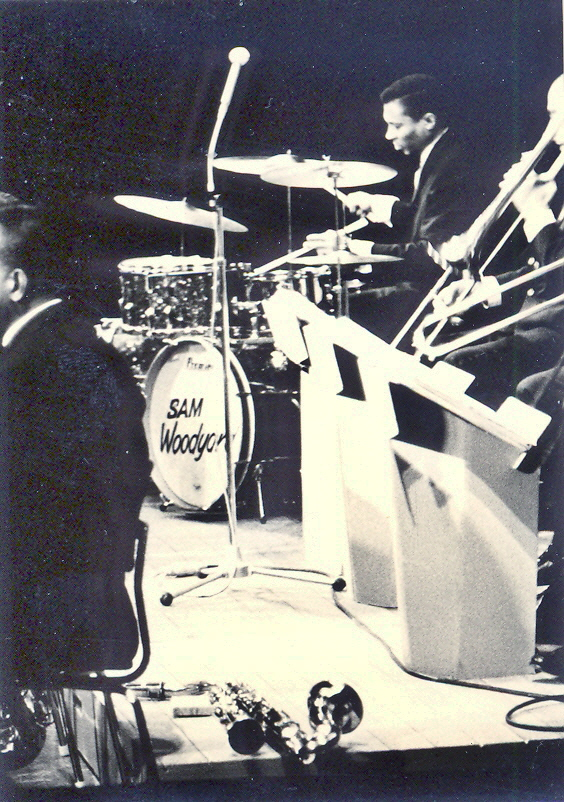
Sam Woodyard in 1965

Samuel "Sam" Woodyard (Elizabeth, New Jersey, 7 januari 1925 - Parijs, 20 september 1988) was een Amerikaanse jazz-drummer. Hij werd vooral bekend door zijn werk in het orkest van Duke Ellington.
Woodyard speelde in groepen in Newark en in de rhythm & blues-groep van Paul Gayton, daarna speelde hij bij Joe Holiday (1951), Roy Eldridge (1952) en organist Milt Buckner (1953-1955). In 1955 werd hij lid van de band van Ellington, waar hij, met enige onderbrekingen, actief was tot 1966. Hierna begeleidde hij onder meer Ella Fitzgerald. Door gezondheidsproblemen speelde hij in de jaren zeventig en daarna nog maar weinig. Hij werkte als percussionist mee aan albums van Buddy Rich, toerde met Claude Bolling en nam in 1983 een plaat op met jazzgrootheden als Teddy Wilson en Buddy Tate.